# کمبریج بی
کمبریج بی (به انگلیسی: Cambridge Bay) یک آبادی در کانادا است که در نوناووت واقع شده‌است. کمبریج بی ۲۰۲٫۳۵ کیلومتر مربع مساحت و ۱٬۷۶۶ نفر جمعیت دارد و ۳۱ متر بالاتر از سطح دریا واقع شده‌است.